# Centrale de Vanaja
La centrale de Vanaja est une centrale de cogénération située dans le quartier Vanaja à Hämeenlinna en Finlande,.

## Présentation
La centrale d'Elenia utilise les biocarburants, le gaz naturel, la tourbe et le mazout. 
Elle a une capacité de production d'électricité de 61 MW et une capacité de chauffage urbain de 105 MW. 